# ひこっとらんどマリンビーチ

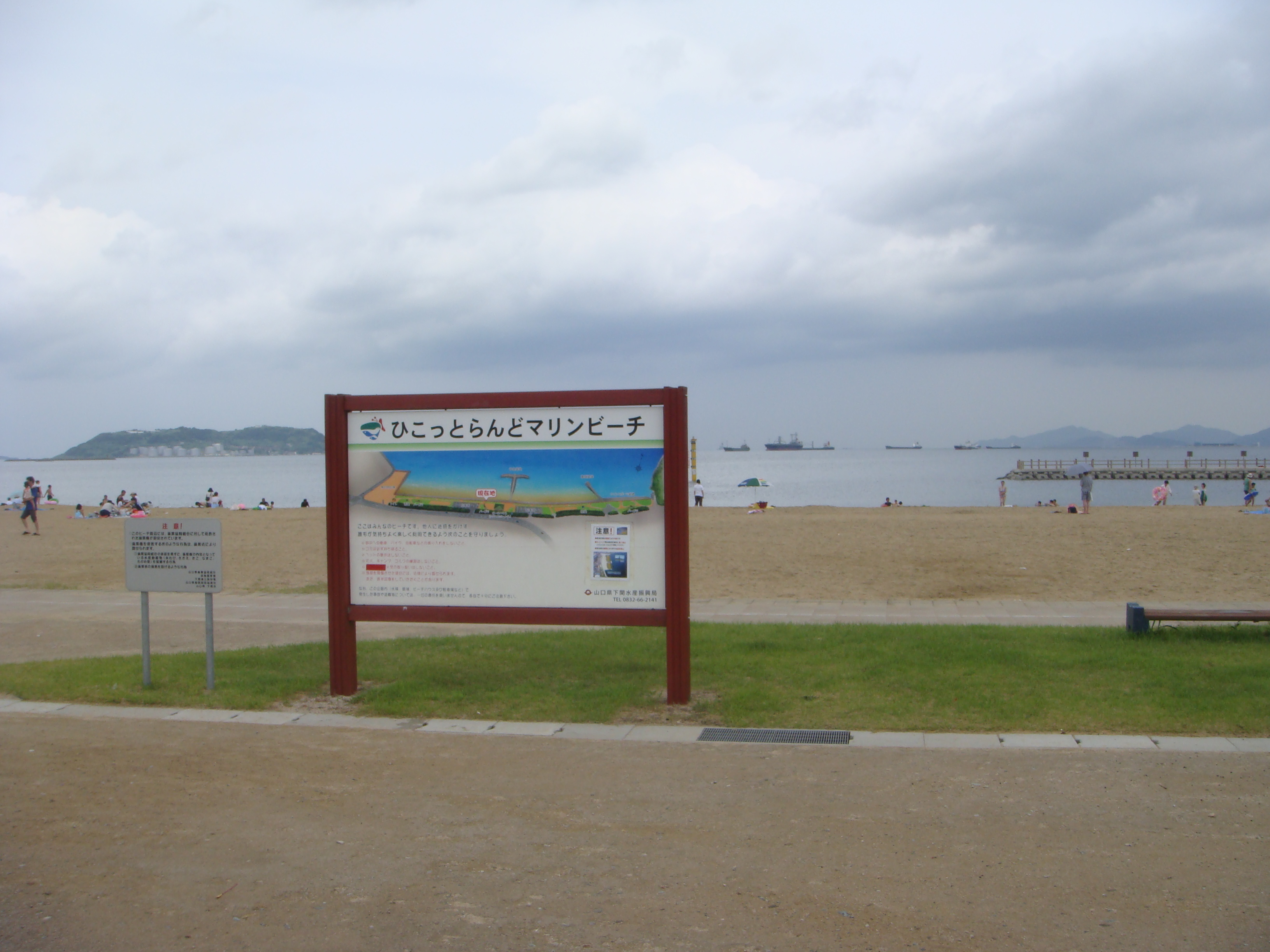
2008年07月

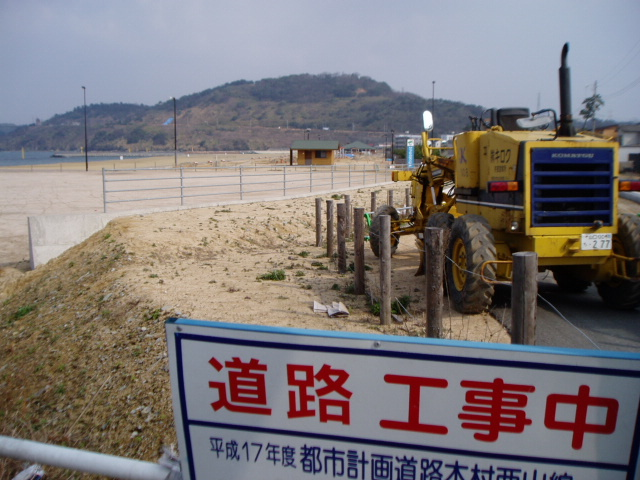
工事中のビーチ。中央の茶色い建物はトイレ。その右後方にビーチハウス。最奥は老いの山と彦島道路。

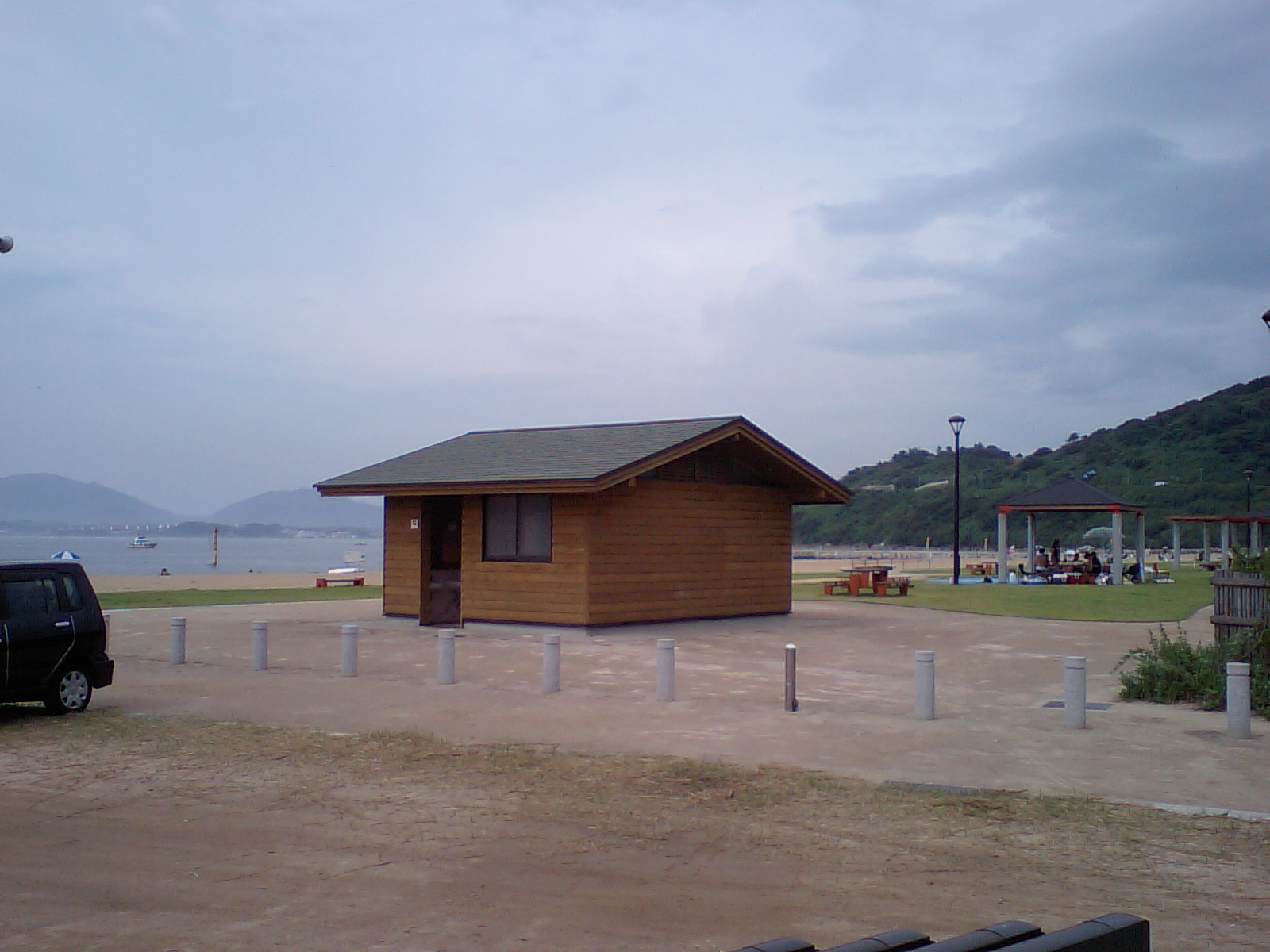
トイレ

ひこっとらんどマリンビーチは、山口県下関市彦島にある日本海に面した人工海岸の海水浴場。2004年（平成16年）7月にオープンした。

## 施設
管理棟が利用できる期間は、2022年7月の時点で7月15日-8月20日の8時30分-18時。
- ビーチハウス（管理棟）
- 駐車場 - 無料
- トイレ - 障害者専用のものもあるが、冬の期間は閉鎖されている
- シャワー
- 更衣室

## イベント
- 海岸清掃・海中清掃（7月）（地元の小中学生や地元ダイバーチームやライオンズクラブの人間が年に1度、6月-7月の間に海岸清掃をする）

## その他
- 海岸が現在の名前になるまでは「西山海水浴場」と呼称されていた。
- 「ひこっとらんど」は、島内にある西山海水浴場の愛称として公募投票にて採用されたものであるが、その語は不適切ではないかという意見がある。

## 交通
- 下関駅からバスで西山口まで行き、徒歩1分。